# Miami (Oklahoma)
Miami település az Amerikai Egyesült Államok Oklahoma államában, Ottawa megyében, melynek megyeszékhelye is. Lakosainak száma 12 969 fő (2020. április 1.).

## Népesség
A település népességének változása:

| 2010 | 13 570 |
| 2020 | 12 969 |